# Ralf Appel
Ralf Appel (* 18. Juli 1971 in Pirmasens) ist ein deutscher Großmeister im Schach. Er gilt als Blitzschach- und Schnellschachspezialist.

## Erfolge
1988 wurde er in Düren deutscher Einzelmeister im Blitzschach. 1989 wurde er in Bochum deutscher Jugendmeister (U20) über die volle Zeit. In diesen beiden Jahren war er auch Einzelmeister von Rheinland-Pfalz. 1992, 1993 und 1995 gewann er das Gusenburger Schnellschachopen. 1996 wurde er Internationaler Meister. 1997 und 98 gewann er das Dr. Wagner Gedächtnisturnier, ein Blitzturnier, in Höheinöd bei Pirmasens. Im Mai 2001 erzielte er in Essen beim Borowski-Turnier eine GM-Norm. 2005 wurde er mit dem SV Wattenscheid deutscher Blitz-Mannschaftsmeister. Auch 2007 qualifizierte er sich für die kommende deutsche Blitz-Mannschaftsmeisterschaft, die in Rinteln stattfand, durch einen Sieg bei der NRW-Blitzmannschaftsmeisterschaft. Am Spitzenbrett holte er 16,5 Punkte aus 20 Partien. 2006 gewann er auch das Pirmasenser Schnellschach-Open, im August 2007 wurde er in Vlissingen beim Hogeschool Zeeland Open geteilter Erster.
Seinen ersten Einsatz in der deutschen Schachbundesliga hatte er 1993 für den SV Castrop-Rauxel. Nachdem sich der SV Castrop-Rauxel 2002 aus der Bundesliga zurückgezogen hatte, wechselte Appel zum SV Wattenscheid. In der Saison 2005/06 erfüllte er dort seine zweite, 2007/2008 die letzte erforderliche Großmeisternorm. Zur Saison 2014/15 wechselte Ralf Appel zur Schachgesellschaft Solingen und wurde mit dieser 2016 deutscher Mannschaftsmeister. Ab der Saison 2016/2017 spielt Ralf Appel wieder für seinen Jugendverein SC Pirmasens in der 1. Rheinland-Pfalz-Liga. In der portugiesischen 1. Liga spielt er für den Clube Pesca Nautica Desportiva Albufeira.